# Lijst van gebieden van Landschap Overijssel
Deze lijst vormt een opsomming van de gebieden van het Landschap Overijssel.
- Het Aamsveen Enschede
- Beerzerveld Ommen
- Boetelerveld Raalte/Hellendoorn
- De Bergvennen Denekamp
- Buitenlanden/Langenholte Zwolle
- Friezenberg Markelo
- Groot Brunink Enschede
- Haardennen/Reestdal Avereest
- Haarlergrafveld Tubbergen
- De Horte Dalfsen/Zwolle
- De Hunenborg Weerselo
- Lemelerberg Ommen
- Landgoed Beerze Ommen
- Landgoed 't Holthuis
- Landgoed Lonnekermeer
- Langelose Veen Haaksbergen
- Lonnekerberg
- Luttenberg Raalte
- Dal van de Mosbeek Tubbergen
- De Manderheide Tubbergen
- Markelose Berg Markelo
- Notterveld
- Numendal Holten
- 't Ribbert Ootmarsum
- Smalenbroek Enschede
- Smoddebos Losser
- Stroothuizen Losser/Denekamp
- Vasserheide Tubbergen
- Voltherbroek Weerselo
- Wierdense veld Wierden/Hellendoorn
- De Wildernis Weerselo
- De Zandstuve Den Ham